# Reise nach Babel
Reise nach Babel (Originaltitel: Journey to Babel) ist die nach Ausstrahlungsreihenfolge 10. und nach Produktionsreihenfolge 15. Episode der zweiten Staffel der Science-Fiction-Fernsehserie Raumschiff Enterprise. Sie wurde in englischer Sprache erstmals am 17. November 1967 bei NBC ausgestrahlt. In Deutschland war sie zum ersten Mal am 16. September 1972 in einer synchronisierten Fassung im ZDF zu sehen.

## Handlung
Im Jahr 2268 bei Sternzeit 3842.3 soll die Enterprise 114 Botschafter und andere Delegierte zu einer Konferenz auf dem Planetoiden Babel bringen, wo über die Aufnahme des Planeten Coridan in die Vereinigte Föderation der Planeten entschieden werden soll. Die letzten Passagiere kommen auf Vulkan an Bord. Zu ihnen gehören Botschafter Sarek und seine menschliche Ehefrau Amanda Grayson. Zur großen Überraschung der Mannschaft handelt es sich bei ihnen um die Eltern des ersten Offiziers Spock. Zwischen Spock und seinem Vater besteht ein schwieriges Verhältnis und beide versuchen ganz offen, sich möglichst aus dem Weg zu gehen.
Nachdem Kirk Sarek und seine Frau durchs Schiff geführt hat, steht ein Empfang aller Botschafter an. Der tellaritische Botschafter Gav fragt dabei Sarek recht forsch nach seiner Meinung zur Aufnahme von Coridan. Sarek beabsichtigt jedoch nicht, ihm seine Entscheidung vor der Abstimmung mitzuteilen. Kirk und Schiffsarzt McCoy erfahren unterdessen von Amanda, dass Spock als Kind einen „Sehlat“ besaß, den sie als eine Art „riesigen Teddybär“ beschreibt. McCoy ist äußerst amüsiert, woraufhin Spock ergänzt, der „Teddybär“ habe zehn Zentimeter lange Reißzähne. Das Gespräch wird unterbrochen, als die Brücke Kirk über ein unbekanntes Raumschiff informiert, das die Enterprise verfolgt. Er befiehlt einen Abfangkurs, doch das Schiff entkommt mit extrem hoher Geschwindigkeit.
Etwas später wird Sarek erneut von Gav konfrontiert. Er erklärt schließlich, dass er für die Aufnahme stimmen will, da Coridan Schutz vor dem illegalen Abbau von Dilithium-Kristallen benötigt, wie ihn beispielsweise die Tellariten betreiben. Gav erzürnt diese Aussage und die beiden geraten aneinander, sodass Kirk schlichtend einschreiten muss. Einige Zeit später wird Gav vom Sicherheitsmann Lt. Josephs tot aufgefunden. McCoys Untersuchung ergibt, dass sein Genick auf eine äußerst präzise Weise gebrochen wurde, die Spock als eine frühere Hinrichtungsmethode der Vulkanier identifiziert. In Verbindung mit dem vorangegangenen Streit erscheint nun Sarek als Hauptverdächtiger. Hierzu befragt, enthüllt Sarek, dass er als Mörder nicht in Frage kommt, denn zur Tatzeit zwang ihn eine schwere Herzerkrankung zur Ruhe in seinem Quartier.
Kommunikationsoffizierin Uhura findet indessen heraus, dass das fremde Schiff ein Signal aussendet, das für einen Empfänger irgendwo auf der Enterprise bestimmt ist. McCoy bereitet Sarek derweil auf eine Herzoperation vor, zögert aber aufgrund seiner beschränkten Kenntnisse der vulkanischen Anatomie. Zudem sind zu wenige Konserven seiner Blutgruppe vorrätig. Schließlich bietet sich Spock als Spender an.
Kirk wird unvermittelt von dem Andorianer Thelev angegriffen. Er kann ihn überwältigen, erhält bei dem Kampf aber eine schwere Stichverletzung. Da Kirk nun behandelt werden muss, sieht es Spock als seine Pflicht an, das Kommando zu übernehmen, wodurch er außerstande ist, seinem Vater zu helfen. Thelev schweigt zu seinen Motiven. Der andorianische Botschafter Shras hat keine Erklärung für den Angriff, weiß aber auch nichts über Thelev, da der ihm kurzfristig als Ersatz für einen erkrankten Mitarbeiter zugewiesen wurde.
Amanda versucht nun, Spock davon zu überzeugen, Sarek zu helfen und das Kommando an jemand anderes zu übertragen. Spock meint, die außergewöhnlichen Umstände ließen das nicht zu und Sarek würde es deshalb auch nicht gutheißen. Die Situation wird schließlich dadurch gelöst, dass Kirk erwacht und Spock auf die Krankenstation schickt. Sobald die Operation begonnen hat, will Kirk seinerseits das Kommando an Chefingenieur Scott abgeben und sich in seinem Quartier ausruhen. Doch das erneute Auftauchen des unbekannten Schiffs durchkreuzt diesen Plan. Uhura erkennt jetzt, dass der Empfänger des Signals sich in der Arrestzelle der Enterprise befindet; die Botschaft ist also für Thelev bestimmt. Dieser unternimmt einen Fluchtversuch, wird aber gefasst. Dabei stellt sich heraus, dass eine seiner Antennen (die Andorianern natürlicherweise aus dem Kopf wachsen) falsch ist und einen Kommunikator enthält. Das fremde Schiff eröffnet das Feuer auf die Enterprise und kann durch unglaubliche Wendigkeit den Gegenangriffen ausweichen. Kirk greift schließlich zu einem riskanten Trick: Er senkt die Schutzschilde und täuscht einen vollständigen Energieausfall vor. Als das Schiff sich für einen finalen Schlag nähert, kann es durch plötzliches Phaser-Feuer kampfunfähig geschossen werden. Um der Enterung zu entgehen, aktiviert das Schiff die Selbstzerstörung. Gleichzeitig begeht Thelev mit einer verborgenen Giftkapsel Selbstmord.
Kirk begibt sich auf die Krankenstation und stellt fest, dass Sareks Operation geglückt ist. Zudem hat sich das Verhältnis zwischen ihm und Spock deutlich gebessert. Kirk befiehlt McCoy, eine Autopsie an Thelev vorzunehmen. Spock ist aber bereits jetzt klar, dass es sich bei den Angreifern um Orioner gehandelt haben muss, die am meisten vom illegalen Bergbau auf Coridan profitieren.

## Besonderheiten

### Verbindungen zu anderen Star-Trek-Produktionen
Viele Elemente aus dieser Folge wurden in späteren Star-Trek-Produktionen wieder aufgegriffen:
- Bereits in früheren Folgen wurde erwähnt, dass Spocks Eltern ein Botschafter von Vulkan und eine Frau von der Erde sind. In Reise nach Babel haben sie ihren ersten und in der Serie Raumschiff Enterprise auch einzigen Auftritt, tauchen aber in späteren Produktionen mehrfach wieder auf. Mark Lenard sprach Sarek auch in der Folge 1.02 (Das Zeitportal) der Zeichentrickserie Die Enterprise und spielte ihn in den drei Filmen Star Trek III: Auf der Suche nach Mr. Spock, Star Trek IV: Zurück in die Gegenwart und Star Trek VI: Das unentdeckte Land sowie in zwei Folgen der Serie Raumschiff Enterprise – Das nächste Jahrhundert. Im Film Star Trek V: Am Rande des Universums wurde Sarek von Jonathan Simpson gespielt. Ben Cross spielte ihn im Film Star Trek von 2009 und James Frain in mehreren Folgen der Serie Star Trek: Discovery. Amanda Grayson wurde in der Folge Das Zeitportal der Zeichentrickserie Die Enterprise von Majel Barrett gesprochen. Im Film Star Trek IV wurde sie erneut von Jane Wyatt verkörpert. Cynthia Blaise spielte sie in Star Trek V, Winona Ryder im Film Star Trek von 2009 und Mia Kirshner in mehreren Folgen von Star Trek: Discovery sowie in einer Folge von Star Trek: Strange New Worlds.
- In dieser Folge haben die beiden Völker der Andorianer und der Tellariten ihren ersten Auftritt. In späteren Folgen wird etabliert, dass sie neben den Menschen und den Vulkaniern zu den Gründungsmitgliedern der Vereinigten Föderation der Planeten gehören. Trotz dieser recht großen Bedeutung innerhalb des Star-Trek-Universums waren sie in späteren Folgen von Raumschiff Enterprise, in der Zeichentrickserie Die Enterprise und den folgenden Spielfilmen nur in kleineren Nebenrollen und als Statisten zu sehen. In den Produktionen der 1980er und 1990er Jahre wurden die beiden Völker fast völlig ignoriert. Erst in der 2001 gestarteten Serie Star Trek: Enterprise nahmen zunächst die Andorianer ab der ersten Staffel eine größere Rolle ein und mit Thy’lek Shran (gespielt von Jeffrey Combs) wurde erstmals eine wiederkehrende andorianische Nebenfigur eingeführt. In der vierten Staffel wurden auch die Tellariten wieder aufgegriffen. Auch in den späteren Serien Star Trek: Discovery, Star Trek: Picard, Star Trek: Lower Decks und Star Trek: Prodigy haben beide Völker regelmäßige Auftritte. In Lower Decks und Prodigy gibt es andorianische Nebenfiguren und in Prodigy mit Jankom Pog (gesprochen von Jason Mantzoukas) erstmals eine tellaritische Hauptfigur.
- Der hier erwähnte Sehlat, den der junge Spock als Haustier hatte, hat in der Folge Das Zeitportal der Zeichentrickserie Die Enterprise einen Auftritt und bekommt dort den Namen I-Chaya. Auch in Folge 4.07 (Der Anschlag) von Star Trek: Enterprise aus dem Jahr 2004 ist ein Sehlat zu sehen.
- In Folge 2.01 (Die Piraten von Orion) von Die Enterprise aus dem Jahr 1974 erwähnt Kirk die Ereignisse aus Reise nach Babel. In Folge 2.06 (Flucht aus einem anderen Universum) fliegt die Enterprise erneut nach Babel; dieses Mal, um ihren ehemaligen Captain Robert April zu einer Ehrenzeremonie zu bringen.
- In Folge 6.13 (Jenseits der Sterne) von Star Trek: Deep Space Nine aus dem Jahr 1998 kommt eine Geschichte mit dem Titel Journey to Babel vor.
- Das in Reise nach Babel nur erwähnte Volk der Coridaniten wurde in mehreren Folgen von Star Trek: Enterprise und Star Trek: Discovery aufgegriffen.
- In Folge 4.12 (Babel) von Star Trek: Enterprise aus dem Jahr 2005 fliegt die Enterprise NX-01 zu einer Konferenz nach Babel, die aber aufgrund wiederholter Angriffe durch ein romulanisches Drohnenschiff verschoben wird.
- Manny Coto wollte die goldhäutigen Außerirdischen aus Reise nach Babel eigentlich in Folge 4.21 (Terra Prime) von Star Trek: Enterprise aus dem Jahr 2005 auftreten lassen. Die Spezies sollte den Namen „Itheniten“ bekommen. Aus Kostengründen wurde dieser Auftritt aber gestrichen.
- Im Film Star Trek von 2009 wiederholt Sarek gegenüber Spock seine Aussage aus Reise nach Babel, dass es eine logische Entscheidung war, Amanda Grayson zu heiraten.

### Besonderheiten der deutschen Synchronfassung
In der deutschen Synchronfassung dieser Folge werden die Tellariten „Tellurier“ genannt. Sareks Blutgruppe T-negativ wird mit „XY-negativ“ übersetzt.

## Produktion

### Drehbuch
D. C. Fontana hatte bereits in früheren Folgen, an denen sie beteiligt war (insbesondere Falsche Paradiese), Verweise auf Spocks Eltern eingebaut. Sie konnte Star-Trek-Schöpfer Gene Roddenberry schließlich davon überzeugen, dass seine Eltern auch in einer Folge auftreten sollten. Zugleich bot sich dadurch die Gelegenheit, Spocks Vergangenheit intensiver zu beleuchten. So schuf Fontana den strengen und konservativen Sarek, zu dem Spock ein schwieriges Verhältnis hat, und seine menschliche Mutter Amanda, die zwischen beiden zu vermitteln versucht.

### Darsteller
Mark Lenard, Darsteller von Sarek, spielte auch den romulanischen Kommandanten in der Raumschiff-Enterprise-Folge Spock unter Verdacht und den klingonischen Captain in Star Trek: Der Film.

### Kostüme
Viele Kostüme für die Delegierten wurden aus früheren Raumschiff-Enterprise-Folgen wiederverwendet. Die Westen der Andorianer stammten ursprünglich aus dem Film Der Eroberer von 1956. Shras’ Weste wurde dort von Hauptdarsteller John Wayne getragen.
Die Maske des Tellariten-Kostüms schränkte das Gesichtsfeld von Gav-Darsteller John Wheeler stark ein, sodass er bei den Dreharbeiten seinen Kopf nach hinten neigen musste, um sein Gegenüber zu sehen.

## Adaptionen
James Blish schrieb eine Textfassung von Reise nach Babel, die auf Englisch erstmals 1971 in der Geschichtensammlung Star Trek 4 erschien. Die deutsche Übersetzung erschien 1972.
Jenny Parks verarbeitete Reise nach Babel als eine von mehreren Raumschiff-Enterprise-Episoden in ihrem 2017 erschienenen Buch Star Trek Cats, in dem die Hauptfiguren der Serie als Katzen dargestellt werden.

## Rezeption
Terry J. Erdmann und Paula M. Block listen Reise nach Babel in ihrem 2008 erschienenen Referenzwerk Star Trek 101 als eine der zehn wichtigsten Folgen der Originalserie Raumschiff Enterprise auf.
Charlie Jane Anders führte Reise nach Babel 2014 auf gizmodo.com in einer Liste der 100 besten bis dahin ausgestrahlten Star-Trek-Folgen auf Platz 39.
Sven Harvey zählte Reise nach Babel 2015 auf der Website Den of Geek als eine der 25 besten Folgen der beiden Serien Raumschiff Enterprise und Die Enterprise.
Tim Baker führte Reise nach Babel 2016 in Newsweek in einer Auflistung der zehn besten Folgen von Raumschiff Enterprise auf Platz 5.
David Morgan führte Reise nach Babel 2016 auf cbsnews.com als eine der besten Folgen von Raumschiff Enterprise auf.
Aaron Couch und Graeme McMillan	erstellten 2016 anlässlich des 50-jährigen Jubiläums von Star Trek in Zusammenarbeit mit verschiedenen Beteiligten aus dem Franchise für den Hollywood Reporter eine Liste der 100 besten bis dahin ausgestrahlten Folgen. Reise nach Babel wurde hierbei auf Platz 42 gewählt.
Caroline Siede empfahl Reise nach Babel 2016 auf vox.com als eine von vier Raumschiff-Enterprise-Folgen, die Neulingen einen guten Einstieg ins Star-Trek-Franchise ermöglichen.
Daniel W. Drezner führte Reise nach Babel 2016 auf der Website der Washington Post in einer Aufstellung der zehn besten Folgen des Star-Trek-Franchises auf Platz 9.
Elena Holodny und Andy Kiersz führten Reise nach Babel 2017 auf businessinsider.com in einer Aufstellung der 13 besten Folgen von Raumschiff Enterprise auf Platz 7.
Silas Lesnick listete Reise nach Babel 2018 in einer Aufstellung der 20 besten Folgen von Raumschiff Enterprise auf Platz 13.
Juliette Harrisson empfahl Reise nach Babel 2018 auf der Website Den of Geek als eine der Folgen, die man gesehen haben sollte, wenn man die Grundlagen von Star Trek verstehen möchte.
Kristy Ambrose erstellte 2020 für screenrant.com auf der Grundlage von IMDb-Bewertungen eine Liste der zehn besten Raumschiff-Enterprise-Folgen. Reise nach Babel landete dabei auf Platz 8.
Paul Rowe listete Reise nach Babel 2020 auf popmasters.com in einer Aufstellung der 20 besten Folgen von Raumschiff Enterprise auf Platz 15.
Sam Stone führte Reise nach Babel 2021 auf cbr.com als eine der zehn wichtigsten Folgen von Raumschiff Enterprise.
Christian Blauvelt listete Reise nach Babel 2022 auf hollywood.com in einem Ranking aller 79 Raumschiff-Enterprise-Folgen auf Platz 8.

## Parodien und Anspielungen
Im Film Drop Zone von 1994 läuft diese Folge im Fernsehen.
In der Folge To Serve All My Days der Fanserie Star Trek: New Voyages von 2006 fliegt die Enterprise nach Babel und nimmt dort einige Botschafter auf.